# 沙烏站
沙烏站（韓語：사오역）是朝鮮民主主義人民共和國平安北道球场郡沙烏里的一個鐵路車站，属于青年八院线。

## 邻近车站
青年八院线
墨時站 - 沙烏站 - 下草站